# Музей изящных искусств (Нант)
Музей изящных искусств (фр. Musée des Beaux-Arts de Nantes) — художественный музей в Нанте, Франция. Является одним из пяти крупнейших региональных музеев страны. Основан в 1804 году.
В коллекциях музея хранится большое количество скульптур и картин, охватывающих период с XII по конец XIX века. Первый этаж большей частью посвящён современному искусству Франции, с акцентом на творчество художников 1950—1960 годов. На других этажах размещены работы итальянских примитивистов, импрессионистов и современных мастеров, в частности, Василия Кандинского.
Ежегодно музей посещают до 110 тыс. человек.

## Галерея

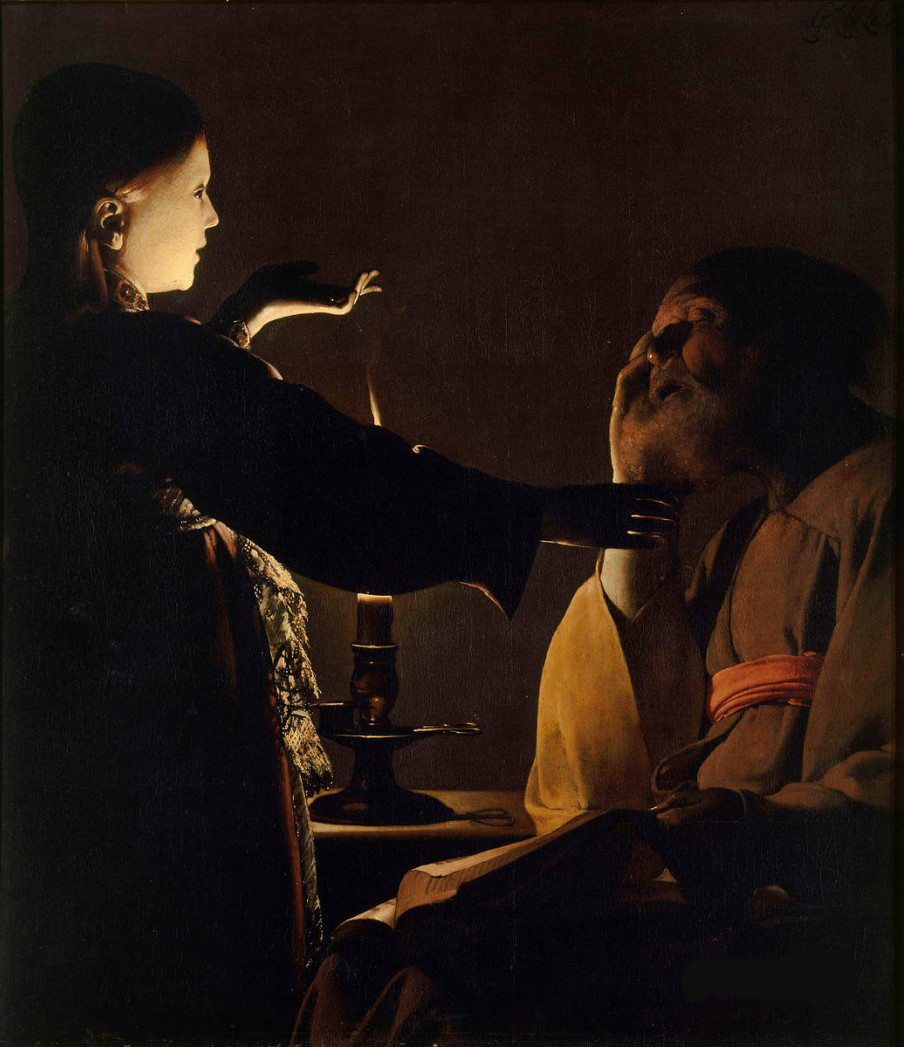
«Сон Св. Иосифа», Жорж де Ла Тур (до 1652)
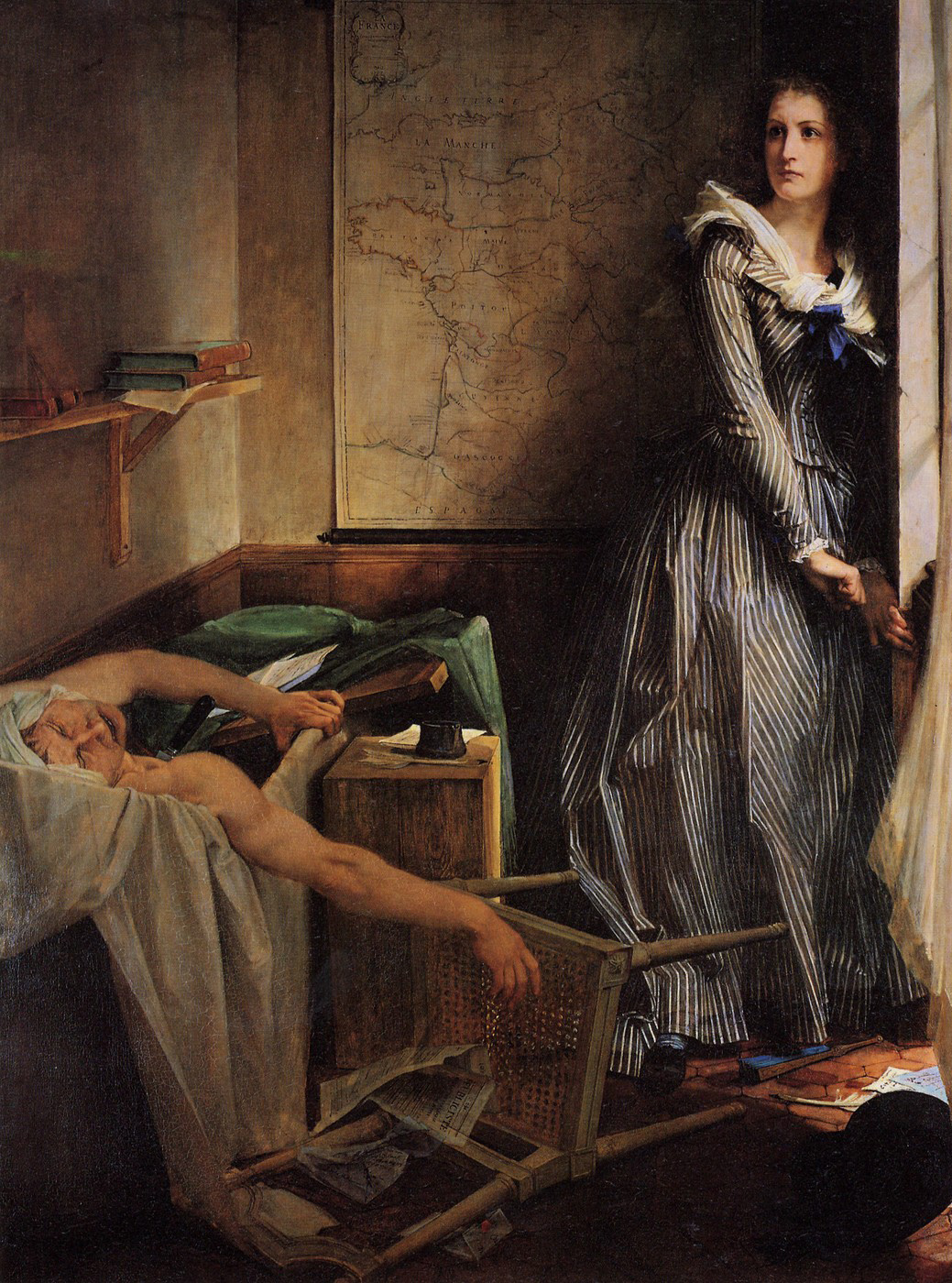
«Шарлотта Корде», Поль Бодри (1860)
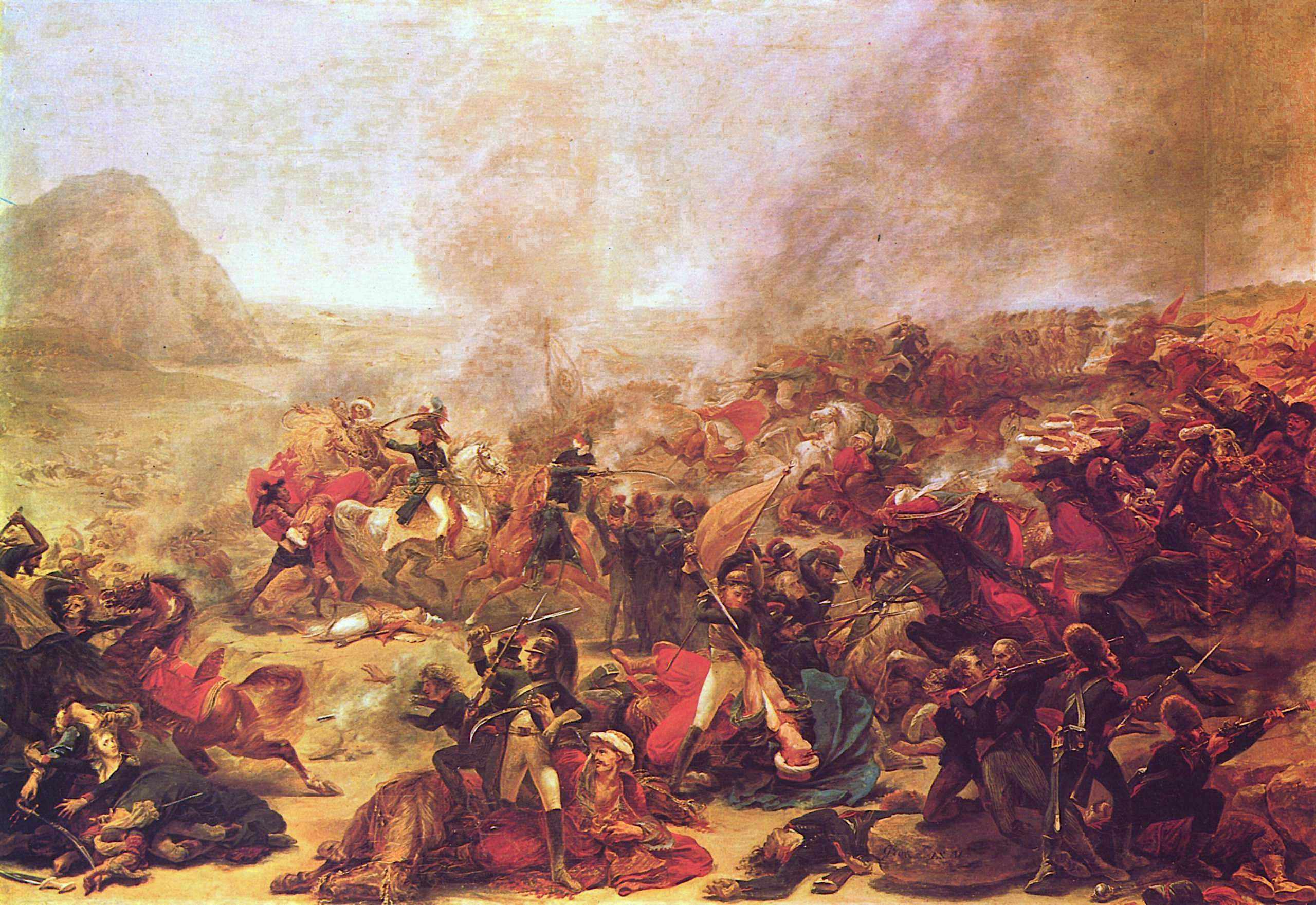
«Битва при Назарете», Антуан-Жан Гро (1802)
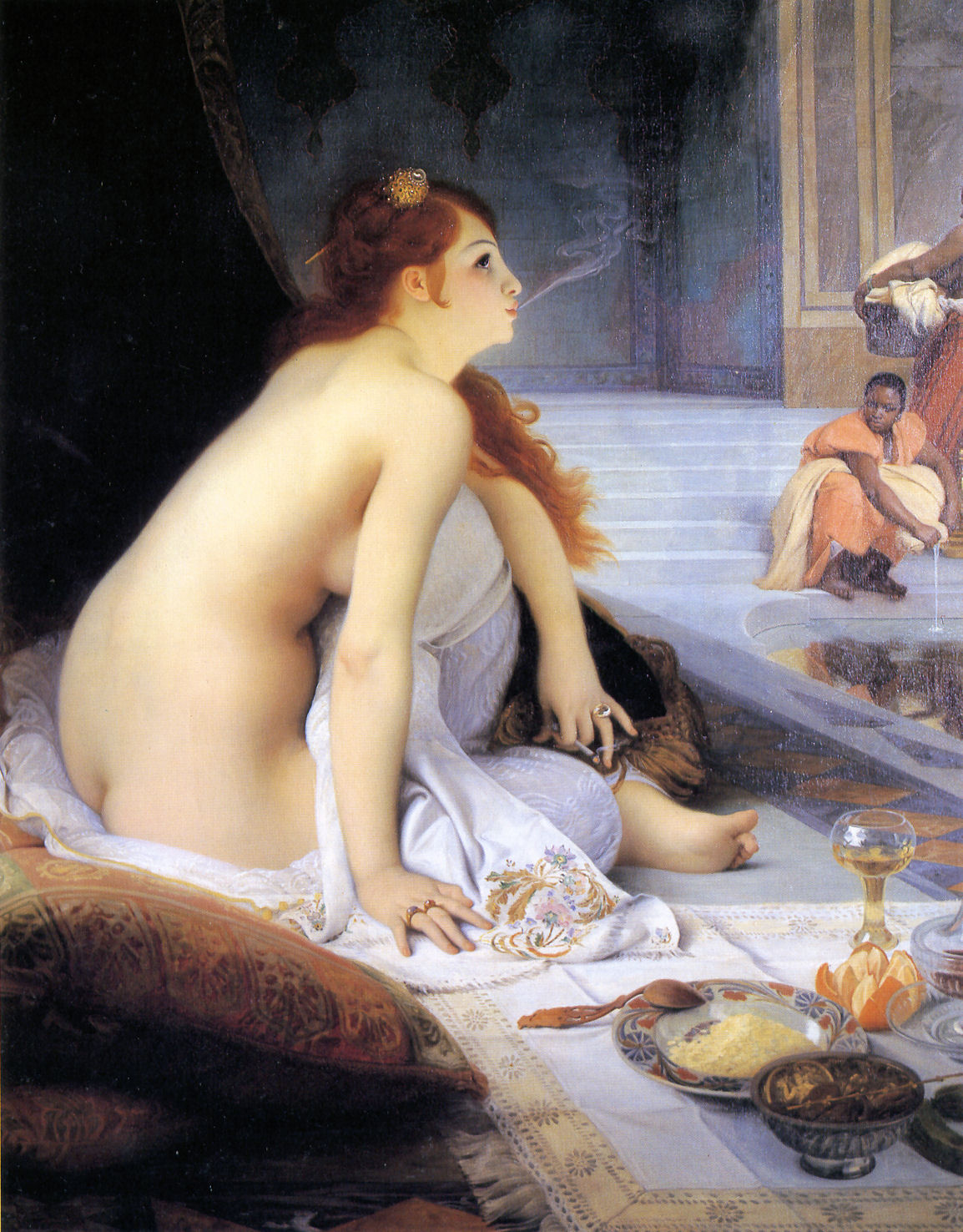
«Белая рабыня», Жан-Жюль Антуан Леконт дю Нуи (1888)
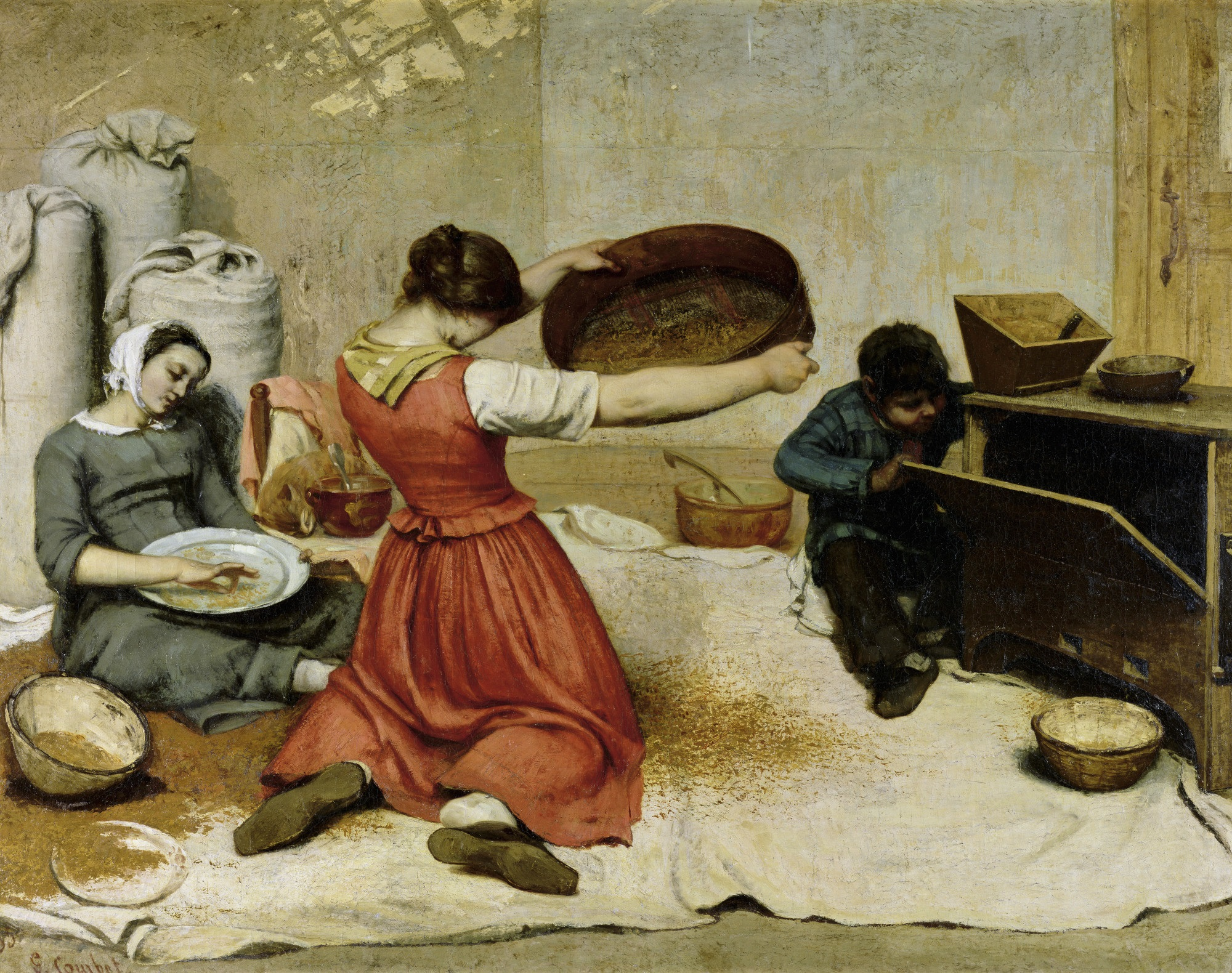
«Веяльщицы», Гюстав Курбе (1853)